# Isla de Saboga
Saboga es una isla situada en el golfo de Panamá, en el archipiélago de las perlas y perteneciente al distrito de Balboa. Su colonización empieza alrededor de 1515 por Gaspar Morales y Francisco Pizarro. Sus primeros habitantes eran indígenas dedicados a la recolección de perlas. Los colonizadores pronto diezmaron dicha población y en su lugar trajeron esclavos negros que se ocuparían de la actividad antes descrita y del cultivo de la tierra. La isla de Saboga es poseedora de 7 sitios arqueológicos y de una iglesia que data del siglo XVIII. La isla de Saboga al igual que el resto del archipiélagos de las Perlas es reconocida por su gran biodiversidad. La principal actividad económica de la isla es la pesca; sin embargo, recientemente se pretende desarrollar ampliamente el sector turístico de esta localidad.